# Anisotes rogersii
Anisotes rogersii är en akantusväxtart som beskrevs av Spencer Le Marchant Moore. Anisotes rogersii ingår i släktet Anisotes och familjen akantusväxter. Inga underarter finns listade i Catalogue of Life.